# Favia leptophylla
Favia leptophylla là một loài san hô trong họ Faviidae. Loài này được Verrill mô tả khoa học năm 1868.